# Die Benandanti. Feldkulte und Hexenwesen im 16. und 17. Jahrhundert
Die Benandanti. Feldkulte und Hexenwesen im 16. und 17. Jahrhundert ist eine historische Studie von Carlo Ginzburg. Die Originalausgabe erschien 1966, als Ginzburg 26 Jahre alt war, unter dem Namen ’I Benandanti. Stregoneria e culti agrari tra Cinquecento e Seicento’ im Verlag Einaudi. Karl Friedrich Hauber übersetzte das Werk 1980 ins Deutsche. Es ist heute ein Standardwerk in der Geschichtsschreibung des europäischen ’Hexenwesens’ der Frühen Neuzeit in Europa.
Ginzburg beschreibt in seinem Werk den ’Fruchtbarkeitskult’ der Benandanti in der bäuerlichen Gesellschaft von Friaul zwischen 1550 und 1650.: S. 2 Die Benandanti sind Bauern und gewöhnliche Bürger, die bei ihrer Geburt mit der ’Glückshaube’ – Fruchtblase – geboren wurden. Sie treten als Verteidiger der Ernten und der Fruchtbarkeit der Felder auf, können ’Hexen’ erkennen und von diesen verursachte Krankheiten heilen.: S. 14
Ginzburgs Erkenntnisinteresse ist es, die religiösen Einstellungen, die parallel zur christlichen Elitekultur existierten, zu beleuchten.: S. 10 Er zeigt auf, wie die Benandanti durch sanften, konstanten Druck der Inquisition im Laufe eines Jahrhunderts mit ihren Gegnern, den Stregoni (Hexen), gleichgesetzt wurden.: S. 2 Diese Glaubensform war laut Ginzburg in Zusammenhang mit einem größeren Komplex an Traditionen verbunden und über weite Teile Mitteleuropas verbreitet. Ginzburg ermöglicht mit dem Buch wichtige Schlussfolgerungen zur Aufdeckung der Ursprünge des volkstümlichen ’Hexenwesens’, ganz im Sinne der Mikrogeschichte (dabei werden kleinere soziale Einheiten im Detail betrachtet, die Schlüsse auf größere Zusammenhänge ermöglichen).: S. 2

## Synopsis
Das Werk ist in vier Kapitel gegliedert, denen zwei von Ginzburg verfasste Vorworte vorausgehen. Ginzburg erläutert im älteren Vorwort von 1966, dass er in seinem Werk mittels Prozessmaterial der Inquisition die Umrisse und vielfältigen Ausdrucksformen des ’Fruchtbarkeitskultes’ rekonstruiert. Dieser passte sich über eine Zeitspanne von 70 Jahren langsam dem traditionellen Muster des ’Hexenwesens’ mit ihrem ’diabolischen Sabbat’ an, welches von der christlich-offiziellen Kultur entworfen wurde.: S. 2 In den früheren Jahren bezeichneten sich die Benandanti als ’gute Christen’, die für Christus und gegen den ’Teufel’ kämpften. Sie trotzten den suggestiv Fragen der Inquisition, die versuchte, sie zu gegenteiligen Geständnissen zu leiten. Mit der Zeit fanden sich immer mehr Merkmale des ’Hexen Sabbats’ in ihren Geständnissen. In den späten Jahren kamen diese gar selbständig von den Verhörten und ohne Druck seitens der Inquisition. Ginzburg bedauert, dass er die Parallele von Benandanti und ’Hexenwesen’ aus Mangel an passendem Quellenmaterial nicht systematisch verfolgen kann.: S. 11–13
Ginzburg bezieht sich in seinen Untersuchungen auf verschiedene wissenschaftliche Standpunkte zur Geschichte des ’Hexenwesens’ im frühneuzeitlichen Europa. Er grenzt sich von den Annahmen diverser Wissenschaftler Mitte des 19. Jahrhunderts ab. Diese sahen die Geständnisse der der ’Hexerei’ Beschuldigten generell als Ergebnis von Halluzination, Gebrauch von Salben auf Basis berauschender Substanzen und pathologischen, hysterischen Zuständen. Ginzburg kritisiert, dass den Studien in dieser Zeit besonders daran gelegen war, den Hergang und Mechanismus der Verfolgung zu erklären. Er hingegen habe wirkliches Interesse an der Glaubensform selbst.: S. 12–13
Ginzburg grenzt sich ebenfalls von Arno J. Mayers Hypothese zu ’Fruchtbarkeitskulten’ ab. Er bezeichnet dessen Basis an Quellenmaterial als ungenügend. Er kritisiert, dass alle Hypothesen bisher noch nicht erklären, weshalb ’Hexen’ und ’Priester’ dieses mutmaßlichen Fruchtbarkeitskultes von Anfang an als Gestalten auftreten, die der Ernte feindlich gesonnen sind, und nimmt sich vor, diesen Punkt aufzunehmen.: S. 12–13
Er kündigt den Lesenden an, in einem weiteren Buch die Beziehungen zwischen Benandanti und Schamanen zu erforschen. Einen Zusammenhang zwischen beidem hat gemäß Ginzburg auch Mircea Eliade bestätigt.: S. 9 Am Ende des Vorwortes nennt Ginzburg Marc Bloch als Vorbild für sein Vorgehen bei dieser Studie. Ginzburg analysiert zuerst die einzelnen Prozessakten unabhängig voneinander und vergleicht sie im Anschluss anhand vorher definierter Gesichtspunkte miteinander. Er versucht durch den Blick auf Parallelen an anderen Orten, Vergleiche anzustellen, um so das Bild einer größeren Einheit zu zeichnen.: S. 15

### 1. Die nächtlichen Kämpfe
Das erste Kapitel behandelt Berichte zu zwei Benandanti von 1575: Einerseits Paolo Gasparutto aus dem Dorf Iassico.: S. 21 Der zweite Benandante ist ein öffentlicher Ausrufer aus Cividade namens Battista Moduco.: S. 21 Paolo Gasparutto streitet zuerst alle Anschuldigungen ab, gibt danach jedoch zu, gesagt zu haben, im Traum mit Stregoni (’Hexen’) zu kämpfen. Er und Battista Moduco behaupten beide, gebeichtet zu haben und keine ’Ketzer’ zu sein. Moduco erklärt, vier Mal im Jahr unsichtbar im ’Geiste’, nachts für Christus und die Ernte, gegen die Stregoni, die auf der Seite des ’Teufels’ stehen, zu kämpfen. Man werde Benandanti, wenn man ’bekleidet mit einer Glückshaube geboren wurde’. Damit ist die Fruchtblase oder Nachgeburt gemeint. Der Inquisitor kannte das Wort Benedante offenbar nicht.: S. 23–24 Sie werden so lange weiter verhört, bis beide zugeben, der ’Teufel’ habe ihnen einen ’Engel’ geschickt, der sie verführt hat, um den Geist aus dem Körper zu führen. Der Inquisitor zwingt, Moduco in den Zusammenkünften der Benandanti den ’Sabbat der Hexen’ wieder zuerkennen. Ginzburg zeigt damit den ersten Versuch der Inquisition, die Glaubensformen der Benandanti mit denen des ’Hexenwesens’ gleichzusetzen.: S. 31
Ginzburg erläutert, dass die Benandanti die Realität ihrer Zusammenkünfte, auf die sie sich ’im Geiste’ begeben nicht in Frage stellen. Er zieht Parallelen zu ’Hexen’ in anderen Teilen Italiens, wie Domenica Barbarelli 1532, um so die Verknüpfung zum größeren Komplex an Traditionen aufzuzeigen.: S. 34–37 Weiter diskutiert er, ob diese ’Visionen’ durch den Einsatz spezieller psychoaktiver Salben oder durch Epilepsie hätten ausgelöst werden können. Er nennt den Theologen Alfonso Tostado. Der schrieb, dass sich spanische ’Hexen’ mit Salben einrieben und bestimmte Worte sprachen, sie fielen in einen tiefen Schlaf und wurden gegen Feuer und Hiebe unempfindlich. Er behandelt Beispiele eines Ochsenhirten aus Latisana (Benandante) und einer Dirne namens Menica di Cremos (Banandantin), welche Öle oder Salben erwähnten. Er sieht darin erste Zeichen für die Angleichung an das ’Hexenwesen’. Ginzburg sieht jedoch die Annahme gerechtfertigt, dass nicht alle ’Hexen’ von Salben Gebrauch machten, die ein halluzinatorisches Delirium hervorrufen. Weder Gasparutto, noch Moduco erwähnen Salben. Sie sprachen jedoch von einem langen Tiefschlaf, einer Lethargie, die sie unempfindlich macht. Nur eine einzige Benandantin (Maria Panzona) 1618–1619 litt unter Epilepsie.: S. 38 Ginzburg erläutert anhand weiterer Beispiele von Benandanti den Zustand des Verlustes der Sinne und Trennung des ’Geistes’ vom Körper.: S. 39–45
In Modena findet er erste Hinweise auf nächtliche ’Hexentreffen’. Nicht aber auf ’Teufelsanbetung’, sondern einen ’Kult um Diana’ seit Ende des 14. Jahrhunderts.: S. 49 Als weitere Parallele zieht er den Prozess von 1692 gegen einen ’litauischen ’Werwolf ’heran. Ein älterer Bauer namens Thiess sagt aus, dass er mit anderen in die ’Hölle’ geht und gegen den ’Teufel’ kämpft. Sie bringen das Saatgut wieder zur Erde, damit die Ernte nicht verdirbt. ’Werwölfe’ seien gemäß Thiess die ’Hunde Gottes’.: S. 51 Die ’Werwölfe’ in Litauen und die Benandanti in Friaul verleiten Ginzburg zur Annahme, dass Feldkulte früher in ganz Mitteleuropa verbreitet waren. In der Parallele zu Litauen sieht Ginzburg den Beweis für eine reale Beziehung zwischen Schamanen und Bendanti. Er vermutete, dass es sich hier um ein Überleben eines ’älteren Fruchtbarkeitsritus’ handelte, der seinen Ursprung im vorchristlichen Europa hatte, aber später christianisiert worden war.: S. 52–54

### 2. Die Totenprozessionen
Im zweiten Kapitel des Buches behandelt Ginzburg Prozessakten von Personen, die behaupteten, die Toten zu sehen. Insgesamt waren es elf Frauen und vier Männer, die sich mit ’nächtlichen Umzügen der Toten’ befassen. Er bespricht zunächst das Verhör von Anna la Rossa 1582, die behauptete und mit Toten sprechen zu können.: S. 55–56 Danach beschreibt er zwei ähnliche Fälle, die später im selben Jahr stattfanden. Donna Aquilina und Caterina la Guercia. Ginzburg sieht darin Beweise für die Verbindung zwischen den Benandanti und denen, die behaupten, die Toten zu sehen. Ginzburg behandelt weiter Analogien der Benandanti und des Glaubens an ’nächtliche Reiterzüge’, der gemäß Ginzburg eine beachtliche Verbreitung hatte. Frauen ritten demzufolge in bestimmten Nächten mit der ’heidnischen’ Göttin Diana aus. Auch zeigt er Analogien an Beispielen der ’Wilden Jagd’oder des ’Wütenden Heeres’ auf.: S, 62
Er verbindet diesen Bericht mit den vielen anderen europäischen Mythen um die ’Wilde Jagd’ und stellt fest, dass in den mitteleuropäischen Ländern der Name Diana oft durch den Namen Holda oder Perchta ersetzt wurde.: S. 63–65 Ginzburg hebt dann den Bericht des französischen Bischofs Wilhelm von Auvergne hervor, in dem er einen Volksglauben über eine weibliche ’Gottheit’ namens Abundia oder Satia beschrieben hatte.: S, 66 Er zeigt Parallelen zum Glauben der Benandanti auf. Ginzburg hebt weitere Zeugnisse des Volksglaubens der ’Totenprozession’ in den spätmittelalterlichen Berichten des dominikanischen Mönchs Johannes Nider, des Kaplans Matthias von Kemnat, des Schweizer Predigers Johann Geiler von Kaysersberg, sowie weitere Prozessakten aus der Inquisition hervor. Gegen Ende des zweiten Kapitels vergleicht Ginzburg Vorstellungen der Benandanti mit der Tradition des Perchtenlaufens.S. 82–83 Dies sind gemäß Ginzburg alles Beweise für den größeren Komplex an Glaubenstraditionen, der über ganz Mitteleuropa verbreitet war.: S. 66–70

### 3. Die Benandanti zwischen Inquisitoren und Hexen
Gemäß Ginzburg ist der Mythos der ’Feld’-Benandanti zwischen 1575–1580 und 1620 mit den bereits beschriebenen Merkmalen im ganzen Friaul belegt. Im dritten Kapitel skizziert Ginzburg anhand weiterer Beispiele eine Periode des Wandels. Bei der Beschreibung eines Prozesses von 1583 gegen den Benandante Tofolo di Buri fällt wie bereits früher die Trägheit der Inquisition gegenüber den Benandanti auf, da diese nicht ins Muster des ’traditionellen Hexenwesens’ passen. Nachforschungen ziehen sich schleppend über Jahre hin. Ginzburg merkt an, dass seit einer Zeitspanne von 50 Jahren kein Prozess gegen Benandanti zu Ende geführt wurde. Abgesehen von demjenigen gegen Gasparutto und Moduco.: S. 96
Ginzburg argumentiert, dass zwischen Benandanti und der Inquisition eine Ebene der realen Begegnung, der Feindschaft oder Unterdrückung fehlt. In den in diesem Kapitel behandelten Prozessen zeigt Ginzburg auf, dass die Inquisition nichts gegen die Benandanti in der Hand hatte, wenn diese behaupteten, Benandanti seien Christen, wie die anderen.: S. 100–105 Ginzburg merkt an, dass die Fähigkeit der Benandanti, ’verzauberte’ Menschen zu heilen, jedoch als Indiz für ’Hexerei’ betrachtet wurde. Die Versuchung war daher groß, in den Benandanti-’Heilkundigen’ ’gute Hexer’, aber dennoch ’Hexer’ zu sehen.: S. 106–107
Gegen das zweite Jahrzehnt des 17. Jahrhunderts, begannen die Benandanti teilweise selbständig die bekannten und kodifizierten Züge der am ’Sabbat’ teilnehmenden ’Hexen’ und ’Hexer’ anzunehmen. In weiteren Prozessbeispielen zeigt Ginzburg auf, wie der Inquisitor Angeschuldigte mit seinen Fragen in Richtung des Musters des ’traditionellen Hexenwesen’ zu drängen versucht.: S. 112  Die Benandanti werden kühner und sind sich ihrer Bedeutung als ’Heilkundige’ nicht nur bewusst, sondern sie zeigen auch immer offener ’Hexen’ und ’Hexer’ an.: S. 118 Durch ihre Anschuldigungen und das Stiften von Unruhe, so argumentiert Ginzburg, bewirkten die Benandanti schließlich einen umgekehrten Trend als bisher. Sie wurden damit klar den ’Hexen’ entgegengesetzt und nicht gleichgestellt.: S. 124
Ginzburg schließt das Kapitel mit einem kurzen Exkurs zu einem Hexenprozess im Jahr 1611 in Parma. Da gesteht eine der Angeklagten nach der Folter, sie habe am ’Sabbat’ teilgenommen. Die von ihr beschriebenen, Elemente ähneln stark den Kämpfen der Benandanti. Ginzburg sieht darin sowohl einen Beweis für die Angleichung an das ’Hexenwesen’, wie auch für die größere geografische Verbreitung der Tradition.: S. 127

### 4. Die Benandanti auf dem Hexensabbat
Das vierte Kapitel beginnt mit einer ausführlichen Beschreibung des Prozesses von 1618 gegen die Benadantin Maria Panzona. Ginzburg merkt an, es scheine, als habe sich die von den Richtern lange ersehnte Angleichung der Benandanti an die ’Hexen’ und ’Hexer’ schließlich von selbst ergeben. Panzona erkennt selbst den ’Sabbat’ unter dem Vorsitz des ’Teufels’ in den nächtlichen Zusammenkünften, an denen sie teilnimmt und gesteht detailreich. Mitten im Prozess erleidet sie einen epileptischen Anfall. Ginzburg bezeichnet ihr Geständnis als jahrzehntealte Behauptung, die in dunkle und zählebige Tradition eingebettet ist und nicht als Halluzination einer Epileptikerin.: S. 128–134
Ginzburg behandelt ein überliefertes Geständnis von Giovanni Sions 16 Jahre später. Es liefert zum ersten Mal ein kohärentes volkstümliches Bild vom ’diabolischen Sabbat’ in Friaul, das demjenigen der Inquisitoren entspricht. Ein Beweis für die Gleichsetzung der Benandanti mit dem traditionellen Muster des ’Hexenwesens’.: S. 137 Sion behauptet, dass die ’Feste’ an denen er teilgenommen hatte, real waren.: S. 140
Ein weiterer Schwerpunkt dieses Kapitels bildet der Fall des Bauers Michele Soppe 1642. Dieser geht von Dorf zu Dorf, bekreuzigt gegen Bezahlung Kranke und erklärt, wer für die Krankheit verantwortlich sei. Durch diese Beschuldigung angeblicher ’Hexen’ schafft er sich unzählige Feinde. Vor Gericht versucht auch er, wie zuvor Maria Panzona und Giovanni Sion, seine Autonomie als Benandante vor dem ’diabolischen’ Wirken der ’Hexen’ zu retten. Auch sein Prozess zieht sich über Jahre hinweg und er stirbt noch vor der Urteilsverkündung im Kerker von Udine.: S. 145–162
Ginzburg schließt, dass In diesen Jahrzehnten um 1640, sich der Glaube an die ’diabolische Hexerei’ in Friaul schließlich behauptet hat. Die Benandanti hatten die Bilder des ’Hexensabbats’ in ihre Beschreibungen der ’Nachtschlachten’ aufgenommen und überlagert. Er meint jedoch, es wäre verfrüht anzunehmen, die ’diabolische Hexerei’ wäre immer und überall gleichförmig als von der Inquisition aufgesetzter Mythos erlebt worden. Zwar hatte das Bild des ’Hexenwesens’ Ursprung in der Kultur der Gelehrten, es war jedoch für die Bauern eine sehr anziehende Wirklichkeit. Ginzburg vermutet, dass die Angeklagten dieses Jahrzehntes stärker von der Vorherrschaft der Kirche beeinflusst wurden.: S. 169
„Letzten Endes war das Schicksal der Benandanti einzigartig. Als Benandanti verkannt oder beinahe verkannt, verwandelten sie sich zu spät in Hexer, um verfolgt zu werden.: S. 162“

## Rezeption
Das Werk erhielt in Fachkreisen gemischte Kritiken. David V. Herlihy von der Harvard University und Michael Hunter der Birkbeck, University of London, bemerkten, dass das Buch möglicherweise nie übersetzt worden wäre, hätte Ginzburgs späteres Werk ’Der Käse und die Würmer – Die Welt eines Müllers um 1600’ nicht für so viel Aufmerksamkeit gesorgt. John Martin von der Trinity University (Texas), findet es nicht überraschend, dass „The Night Battles“, genauso wie der ’Käse und die Würmer’ gemischte Kritiken erhielt. Den Grund sieht er darin, dass Ginzburg als Historiker der europäischen Populärkultur die schwer fassbare disziplinäre Grenze überschritt, die die Geschichte von der Religionsgeschichte und auch von der historischen Folklore trennt. Nachfolgend werden die gemischten Stimmen behandelt.

### Lob

#### Inhalt
Das Werk ’Die Benandanti, Feldkulte und Hexenwesen im 16. und 17. Jahrhundert’ wird von vielen Kritikern inhaltlich gelobt. Gemäß William Monter von der Northwestern University ist Ginzburgs Buch der einzig, nachhaltige Versuch, die Probleme der Populär- und Elitekultur innerhalb der sehr umfangreichen Literatur zu ’Hexenjagden’ im Europa der frühen Neuzeit zu behandeln. Es hat laut Monter zum Tabubruch der Geschichte der ’Hexerei’ in Europa für Wissenschaftler beigetragen. Herlihy bemerkt, dass diese Studie sofort als Pionierarbeit in der Geschichte der europäischen ’Hexerei’ erkannt wurde. Auch Brian P. Levack von der University of Texas at Austin sieht das Buch als einen Meilenstein und einen der originellsten und anregendsten Beiträge zur Geschichte der ’Hexerei’ in den letzten zwanzig Jahren seit seiner Erscheinung. Gemäß Patricia H. Jobe der University of Chicago wurde das Buch gar zu einem Standardwerk in diesem Bereich und stieß auf große Resonanz. Sie bezeichnet es einen revolutionären Versuch, die bäuerliche Mentalität neu zu strukturieren und damit ein Segment der Gesellschaft außerhalb der traditionellen historischen Forschung zu untersuchen. Auch H. C. Erik Midelfort von der University of Virginia stimmt mit Monter, Herlihy, Jobe und Levack in Bezug zur Bedeutung des Werkes überein. Ähnlich ist Hunter der Meinung, dass dieses Buch zweifellos wichtig für die Erhellung populärer Überzeugungen der frühen Neuzeit ist. Jun Sato von der University of Cambridge erachtet das Werk ebenfalls als wertvoll, da normalerweise nur Aufzeichnungen der Elitekultur zur Verfügung stehen. Durch die Lücke zwischen den Verhören der Richter und den Geständnissen der Angeklagten, den Aufzeichnungen der Inquisition, ist es gemäß Sato möglich, einen bestimmten Einblick in Volksüberzeugungen zu erhalten. Sie bezeichnet das Buch als wichtig, da es sowohl das Problem der anthropologischen Vorstellung vom Schamanismus aufgeworfen hat, als auch auf schamanische Phänomene im Europa des Mittelalters und der frühen Neuzeit aufmerksam gemacht hat.
Gemäß Martin schrieb Ginzburg sein Werk in einer Zeit, in der die meisten Wissenschaftlern die ’Hexerei’ noch immer als Ergebnis lokaler oder makroskopischer Krisen im Europa der frühen Neuzeit betrachteten. Er sieht Ginzburgs Erkenntnisinteresse darin, die relative Autonomie der Populärkultur zu demonstrieren. Ginzburg hat laut Martin im Laufe seiner Karriere seine Entdeckung der Geschichte dieses agrarischen ’Fruchtbarkeitskultes’ in das Zentrum einer neuen und überzeugenden Interpretation der ’Hexerei’ gestellt. Leland L. Estes von der Chapman University lobt das Werk als exzellente Monographie und Alby Stone nennt es im Journal „Folklore“ eine wertvolle Lektüre für alle, die sich für das mittelalterliche Bauernleben interessieren.
Emilie Bergmann von der University of California, Berkeley verbindet 2015 Ginzburgs Erkenntnis mit der von Augustin Redondo in seinem Essay ’Las tradiciones hispánicas de la estantigua’ in ’Otra manera de leer el Quijote’. Zwar verbinde Redondo sein Werk nicht explizit mit landwirtschaftlichen ’Fruchtbarkeitsriten’, sei jedoch der Auffassung, dass der Volksglaube tiefe Wurzeln in Nordeuropa hat und das die christliche Orthodoxie die traditionellen Führer von heimlichen Prozessionen als ’Teufel’ darstellte.

#### Methode
Auch methodisch ist Ginzburgs Werk von vielen Kritikern als vorbildlich beschrieben worden. Ginzburg hat sich gemäß Levack selbst als „auf halbem Weg zwischen Geschichte und Anthropologie arbeitend“ beschrieben. Dieses Buch mit seiner Erforschung populärer Überzeugungen spiegelt Levack zufolge eben solche interdisziplinären Anliegen wider. Gleichzeitig verliert es jedoch nie seine Identität als historisches Werk. Levack lobt Ginzburg für die vorsichtige und historische Verwendung der Vergleichsmethode. Das Ergebnis ist eine hervorragende Demonstration des Handwerks eines Historikers.
Jeffrey Burton Russell von der University of California lobt Ginzburgs Methode als erfolgreiches Beispiel für zukünftige Studien über ‚volkstümliche‘ Religionen. Ginzburg bietet ein eindrucksvolles Beispiel dafür, wie die Ansichten der Eliten über die volkstümlichen Überzeugungen und Bräuchen gelegt werden können und sie so transformieren. Gerade dafür bezeichnet Hunter das Werk als exemplarisch. Laut ihm zeigt Ginzburg hervorragend auf, wie Überzeugungen der Volkskultur aus den Überlieferungen, die uns übermittelt wurden, befreit werden können. Midelfort sieht das Werk ebenfalls als Beweis, dass Gerichtsakten verwendet werden können, um an die Ideen und Annahmen von Bauern heranzukommen. Er gratuliert Ginzburg zu seiner sorgfältigen und sensiblen Lektüre der inquisitorischen Akten. Das Buch sei ein wegweisendes Beispiel für die subtile und raffinierte Rekonstruktion einer Populärkultur. Auch Jobe lobt Ginzburgs Methode und nennt ihn einen sensiblen Analytiker. Sie meint die Kluft der Kultur, welche Fragen der Inquisitoren und Antworten der bäuerlichen Benandanti voneinander unterscheidet, wäre für viele andere ein größeres Hindernis gewesen. Wayne Shumaker von der University of California, Berkeley schließt sich ebenfalls dem Lob für den sensiblen Umgang mit den Quellen an. Er nennt das Werk ein „beneidenswert gutes“ Buch und hebt den Reichtum an Quellenmaterial hervor. Gemäß Levack ist dies gar eine der ersten Studien, die Gerichtsakten nutzte, um direkten Zugang zu Volksglauben zu erhalten. Ihm zufolge profitiert Ginzburg von einer Reihe inquisitorischer Aufzeichnungen, die relativ unbelastet von Folterungen sind und kann so eine klare Lücke zwischen den Ideen der Benandanti und denen der Inquisitoren aufdecken.

#### Stilistik
Die Stilistik des Werkes erhielt nicht viel Lob. Immerhin erwähnte jedoch Herlihy, dass das Werk kurz und gut geschrieben sei. Alby Stone betont Ginzburgs lebhafte Darstellung der Thematik. Robert Nossen von der University of Pittsburgh bezeichnet es als klar organisiert und effektiv in seiner Präsentation. Und Jobe sagt, das Buch habe den Schwung und die Fülle von Ideen, die charakteristisch für Ginzburgs reifere Werke sind.

### Kritik

#### Vieles bleibe vage
Einige Autoren kritisieren, dass vieles nach der Lektüre offen bleibe und vage sei. Levack merkt beispielsweise an, dass es nicht sicher ist, ob die Assimilation der Benandanti mit den Vorstellungen der Inquisitoren so vollständig war, wie Ginzburg behauptet. Denn es habe nur eine kleine Minderheit der Benandanti tatsächlich zugegeben, dass sie den ’Sabbat’ besucht hatten. Hunter nennt dazu das Datum und die Ursprünge der Verbreitung des ’Kultes’ als vage. Selbst, ob die Benandanti tatsächlich, abgesehen von ihren traumhaften Nachtkämpfen zusammenkamen, bleibt offen.  Auch Martin bezeichnet Ginzburgs Hypothesen als unbewiesen und vielleicht überhaupt nicht beweisbar., genau wie Shumaker, der sie nur für vorläufig akzeptabel befindet. Midelfort stimmt mit Hunter überein. Es gibt seiner Meinung nach keine Beweise dafür, dass sich die Benandanti nachts zu irgendeinem Ritual versammelt haben. Er verstand Ginzburg auf Seite 133, 134 aber so, als hätten sie dies vielleicht getan. Er begründet seine Kritik mit Ginzburgs Beschreibung, dass die Benedanti scheinbar im Einklang von solchen nächtlichen Begegnungen geträumt haben. Ihm zufolge argumentiert Ginzburg, dass die Benandanti ihre Zeremonien „intensiv und emotional“ erlebten. Ginzburgs Sprache hat Midelfort zu Beginn zu der Annahme veranlasst, dass er von echten Zeremonien sprach. Zudem weist er auf die Unbestimmtheit hin, ob man die Benandanti überhaupt als ’Kult’ bezeichnen soll. Ähnlich betont Herlihy die Frage, ob die Treffen der Benandanti und gar ihre Schlachten jemals wirklich stattgefunden haben. Für ihn führt diese Frage unweigerlich zum Gedanken, wie ein ’Kult’ überleben kann, wenn sich seine Mitglieder nie treffen, um ihre Riten zu praktizieren und Überzeugungen weiterzugeben.
Herlihy nennt das Buch tiefgründig rätselhaft. Auf der Suche nach Präzedenzfällen und Parallelen entdeckte Ginzburg den Prozess gegen einen vermeintlichen ’Werwolf’ in Litauen im Jahr 1692. Herlihy hinterfragt, ob es keine westlichen Präzedenzfälle gibt. Denn Litauen ist weit entfernt von Friaul und das Datum liegt viel später als die Geständnisse der Benandanti. – Das 1986 erschienene Werk Historia Nocturna, bietet eine Antwort auf Herlihys Fragen. Ginzburg zeigt darin eine Vielzahl von Affinitäten zwischen vielen Volksglauben, die sich laut ihm, auf den Sabbat der Hexen beziehen. Darin tauchen die friaulischen Benandanti und der litauische ’Werwolf’ in ein Meer vergleichbarer Beispiele auf. Sie alle haben eine bestimmte Familienähnlichkeit mit den Benedanti. Es handelt sich bei diesem Werk um Ginzburgs bereits im Vorwort dieses Buches angekündigte Studie zu den Schamanen und Benedanti.

#### Fehlende Kontextualisierung
Midelfort kritisiert, das Werk sei als Ethnographie nicht stark kontextualisiert. Ginzburg könne nicht auf Spannungen oder Veränderungen hinweisen, die gerade zu diesem Zeitpunkt eben diese Benandanti zur Kenntnis gebracht haben. Das Ergebnis ist nach Midelfort eine seltsam statische und vage Beschreibung des Kultes selbst.

#### Kritik an Ginzburgs Erkenntnisinteresse
Verschiedene Autoren kritisieren, dass von der Studie der Benandanti keine Schlüsse auf einen größeren geographischen Raum und Traditionen gezogen werden können. Leland L. Estes von der Chapman University erachtet es als weniger wahrscheinlich, dass die Geschichte der Benandanti sehr viel über das, was nördlich der Alpen geschah, erzählt. Die ’großen Jagden’ im Norden waren seiner Meinung nach meist säkulare Angelegenheiten. Darüber hinaus gibt es trotz des Überlebens umfangreicher Aufzeichnungen und anderer Dokumentationen für viele ’Hexenjadausbrüche’ im Norden nur wenige Beweise, die auf kultische Praktiken jeglicher Art hinweisen würden. Am wichtigsten findet er den Punkt des nachlässigen und trägen Umgangs der Inquisition in Belangen der Benandanti. Diese Haltung steht für ihn im starken Kontrast zu der extremen Angst vor ’Hexen’, die die Aktivitäten vieler Richter in Nordeuropa motivierte. Es ist laut ihm wahrscheinlich, dass die Verfolgung von Benandanti und ’Hexen’ im Norden relativ unterschiedliche Phänomene waren, die auf verschiedenen institutionellen und sozialen Grundlagen beruhten.
Midelfort hält Ginzburgs Ansicht, dass die Benandanti Überlebende desselben ’Agrarkultes’ waren, für seltsam. Seiner Meinung nach kann man nicht von einer großen, universellen ’Kultgemeinschaften’ auf Basis nur weniger angenommener Überlebender ausgehen. Midelfort räumt ein, dass Ginzburgs Porträt nicht entscheidend an der vermeintlichen Universalität eines vorchristlichen ’Kultes’ hängt. Er kritisiert jedoch seine Vision der universellen Bedeutung. Diese wird ihm zufolge von seinen Beweisen gar nicht unterstützt. Jobe teilt ebenfalls Midelforts Ansicht. Gemäß ihr scheitert Ginzburg, als er der dokumentarischen Aufzeichnung einen theoretischen Überbau auferlegt, dessen Gewicht er nicht tragen kann.
Midelfort hingegen hinterfragt Ginzburgs Annahme, dass die Benandanti sich durch Druck der Inquisition dem ’Hexenwesen’ anglichen. Er sieht Probleme bei Ginzburgs Darstellung von Veränderungen. Die Benandanti haben gelernt, mit der Missbilligung der Inquisitoren umzugehen. Midelfort findet, wenn Ginzburg hoffte, dass sein Buch die Kraft der Hegemonie nach Gramsci veranschaulichen würde, müsste man zugeben, dass die Benandanti überraschend widerstandsfähig und einfallsreich waren, ihren alten ’Kult’ am Laufen zu halten. Gemäß Midelfort wird es viel Arbeit erfordern, bevor es so etwas wie eine Geschichte dieser neu anerkannten Vielfalt religiöser Erfahrung geben wird.

#### Kritik an der Quellenauswahl und -auswertung
Midelfort erachtet Ginzburgs strenge Verwendung von Prozessakten als schädlich. Sie lieferten ihm keine Tatsachen über die wirkliche Lage dieser folkloristischen Überzeugungen im allgemeinen Weltbild der Bauern. Auch Jobe hinterfragt den Umfang mit den verwendeten Quellen. Sie selbst kam auf eine quantitative Basis, die ihrer Meinung nach die Schlussfolgerungen von Ginzburg nicht unterstützt. Aus Ginzburgs Notizen liest sie, dass er Informationen aus nur achtundvierzig Versuchsdossiers bezieht und kurz etwa 15 zusätzliche Denunziationen nach 1647 erwähnt. In sieben der achtundvierzig Fälle sind es nicht Benandanti, die vor Gericht stehen, obwohl Informationen über den ’Kult’ zufällig auftauchen. In den verbleibenden 41 Prozessen wurden nur sechs Benandanti wegen ’Ketzerei’ für schuldig befunden und offiziell verurteilt, obwohl ein anderer, Michele Soppe, ihrer Meinung nach sicherlich auch für schuldig befunden worden wäre, jedoch im Gefängnis bereits starb. Tatsächlich scheinen gemäß Jobe aus den Beweisen, die Ginzburg vorlegt, nur zwanzig der von der Inquisition angeklagten Benandanti tatsächlich verhört worden zu sein. Die übrigen Verhördossiers enthalten Anklagen, die nie weiterverfolgt wurden. Jobe führt aus, dass die Prozesse der Inquisition unter strenger Geheimhaltung durchgeführt wurden. Es gab folglich scheinbar kein Mittel für andere Benandanti, zu wissen, dass sie verdächtigt wurden. Somit waren die sechs öffentlichen Urteile über einen Zeitraum von siebzig Jahren der einzige Weg, zu erfahren, dass die Überzeugungen des ’Kultes’ als verdächtig erklärt worden waren. Angesichts der großen geographischen Ausdehnung und der isolierten Lage Friauls findet Jobe es sehr unwahrscheinlich, dass die inquisitorische Strafverfolgung für eine Verformung des ’Kultes’ verantwortlich gemacht werden kann. Sie erachtet die Prozessakten als nicht zahlreich genug, um die Schlussfolgerungen von Ginzburg zu unterstützen. Jobes Meinung nach lässt die fragmentarische Dokumentation keine Rückschlüsse auf die Ursache des Zusammenbruch des Benandanti-Mythos zu. Einige der von Ginzburg späteren zitierten Zeugnisse sprechen von agrarischen Überzeugungen der traditionellen Art, wenn auch in verwässerter Form. Laut Jobe ist es möglich, dass der Mythos überhaupt nicht zusammenbrach.

#### Formales
Stone bezeichnet den Index des Buches als nicht umfassend genug. Er bedauert, dass es keine Bibliographie als solche gibt, gesteht jedoch ein, dass der Anhang mit seinen Transkripten einer Reihe von inquisitorischen Verfahren, die umfangreichen Notizen und Referenzen dies größtenteils kompensieren.

### These von Margaret Alice Murray
Ein weiterer Kritikpunkt, der von verschiedenen Kritikern aufgefasst wird, ist Ginzburgs Beitrag zur These von Margaret Alice Murrays, einer Schülerin von James George Frazer.
Ginzburg positioniert sich selbst in seinem Vorwort zu ihrer These. Durch ihre Untersuchungen entstand laut Ginzburg erstmals wirkliches Interesse an den Glaubensformen der ’Hexen’ oder angeblichen ’Hexen’. Ihr zufolge hat das ’Hexenwesen’ seine Wurzeln in einem sehr alten ’Fruchtbarkeitskult’. Der in den ’Hexenprozessen’ beschriebene ’Sabbat’ bezieht sich ihrer Meinung nach auf real stattgefundene Treffen. Ginzburg sieht durch seine Forschung den Teil Murrays These unterstützt, der von den Wurzeln des ’Hexenwesens’ in einem alten ’Fruchtbarkeitskult’ ausgeht. Er grenzt sich jedoch teilweise von ihr ab und kritisiert Murrays zu Beginn unkritische Formulierung und die Rückgriff auf Akten sehr später Prozesse, in denen die Anpassung an das traditionelle Schema des ’Hexenwesens’ der Inquisition bereits vollzogen war. Aufgrund des Quellenmaterials kann zudem gemäß Ginzburg nicht über eine Existenz oder Nichtexistenz einer von ’Hexen’ organisierten ’Gruppierung’ in Europa geschlossen werden.: S. 7–8
Levack bezeichnet Ginzburgs Aussage, er unterstütze Murrays Behauptung, dass die ’Hexerei’ ihre Wurzeln in einem alten ’Fruchtbarkeitskult’ habe, als leicht irreführend. Ginzburg und Murray haben Levack zufolge als Grundlage eine sehr unterschiedliche Vorstellung von dem, was einen ’Kult’ ausmacht. Beide haben ebenfalls sehr verschiedene Vorstellungen von der Rolle, die ’Fruchtbarkeitskulte’ bei der Bildung von ’Hexenüberzeugungen’ gespielt haben. Levack findet es bedauerlich, dass Ginzburgs Buch hauptsächlich im Zusammenhang mit Murrays jetzt überholten These diskutiert wurde, denn seine Studie hat laut ihm einen größeren Wert als ihr Beitrag zur Kontroverse, die Murrays These hervorgerufen hat.
Russell schreibt ebenfalls, dass Ginzburg mit seinem Werk ein Element von Murrays These unterstützt. Ginzburg spricht ihm zufolge in seinem Vorwort auf die Frage, ob es tatsächlich ’Hexen’ gab, sowohl gegen Russells eigene Ansichten als auch die gegenteiligen von Norman Cohn. Russell stellt klar, dass er selbst niemals für die Existenz eines organisierten ’Hexenkultes’ argumentiert habe, sonder nur für die wahrscheinliche Existenz von Individuen oder Gruppen, die ’Hexerei’ betreiben. Ginzburg habe dementsprechend seine Position falsch verstanden. Russel unterstützt Ginzburgs These, dass offen bleibt, ob es tatsächlich einen organisierten ’Kult’ gab. Herlihy erwähnt zusätzlich, Ginzburg gebe die Unterstützung eines Teils ihrer These durch seine Rekonstruktion nur ungern zu.
Auch Jobe weist auf die zumindest teilweise Bestätigung der überholten Theorie hin. Ginzburgs Werk wurde laut Jobe zum Prüfstein einer Debatte zwischen Norman Cohn und Jeffrey Burton Russell über die Realität von ’Hexentreffen’. Ihrer Ansicht nach distanziert sich Ginzburg in seiner Einleitung zur englischen Ausgabe selbst von den Thesen solcher Debatten. Seiner Ansicht nach beantworten die Quellen solche Fragen nicht. Sie zu stellen bedeutet für ihn demnach nur, den Fehler der Inquisitoren zu wiederholen, die sich nur für die körperliche Realität des ’Sabbats’ interessierten.

## Ausgaben
- I Benandanti. Stregoneria e culti agrari tra Cinquecento e Seicento. Einaudi, Turin 1966, ISBN 978-88-06-16188-0.
- Die Benandanti. Feldkulte und Hexenwesen im 16. und 17. Jahrhundert. Übers. von Friedrich Hauber. Syndikat Autoren- und Verlagsgesellschaft, Frankfurt am Main 1980, ISBN 3-8108-0160-7.
- The Night Battles: Witchcraft & Agrarian Cults in the Sixteenth & Seventeenth Centuries.  Übers. von John Tedeschi, Anne Tedeschi. Johns Hopkins University Press, Baltimore 1983, ISBN 978-0-8018-4386-0.